# Потоцкий, Антоний Протасий
Антоний Протасий Потоцкий (пол. Antoni Protazy Potocki, 11 сентября 1761—1801) — польский магнат, государственный деятель Речи Посполитой, староста гузовский, последний воевода киевский (1791—1793).

## Биография
Происходил из крупного и знатного магнатского рода Потоцких герба Пилява. Единственный сын старосты гузовского и генерал-лейтенанта войск коронных Яна Проспера Потоцкого (ум. 1761/1762) и Паулы Шембек (ум. 1797).
Антоний Протасий Потоцкий унаследовал от своего отца крупные земельные владения и большие денежные средства. Благодаря своей женитьбе на княгине Марианне Любомирской (1773—1810), дочери русского генерал-лейтенанта Каспера Любомирского (ум. 1780) и Барбары Любомирской, ещё сильнее увеличил свой капитал.
Один из первых польских капиталистов эпохи Просвещения. 3 мая 1791 года поддержал принятие конституции Речи Посполитой.
В 1780-х годах основал банковские конторы в Варшаве, Махновке (ныне Комсомольское) и Херсоне. В своих обширных владениях на Украине, центром которых была Махновка, основал суконные, мебельные, фаянсовые и другие мануфактуры.
8 мая 1787 года Антоний Протасий Потоцкий был награждён Орденом Белого Орла.
В марте 1783 года Антоний Потоцкий стал одним из основателей «Компании Восточной Торговли», созданной в Виннице. В январе 1785 года стал руководителем этой торговой компании. Основал контору в российском порте Херсон, откуда вёл торговлю польскими товарами по Чёрному морю. Своими финансовыми операциями и торговлей накопил огромное состояние (60-70 миллионов злотых). В 1791 году купил для себя сенаторскую должность воеводы киевского.
В 1793 году из-за финансового кризиса и второго раздела Речи Посполитой Антоний Протасий Потоцкий вынужден был объявить своё банкротство. 
После раздела Польши присягнул на верность России, и 6 мая 1793 года был пожалован в тайные советники с назначением к присутствованию в сенате. 5 февраля 1797 года был назначен сенатором 3-го департамента, 13 августа 1798 года уволен от службы.
Последние годы жизни провёл в своём имении Махновке.

## Семья
Был женат на дочери Каспера Любомирского, известной красавице Марианне, в браке с которой имел дочь Эмилию. В 1792 году супруга забеременела от юного русского военачальника В. А. Зубова. Чтобы избежать скандала, Потоцкий «уступил» супругу Зубову, оформив с ней развод.